# Glacier du Tour
Glacier du Tour – lodowiec znajdujący się w Masywie Mont Blanc we Francji.
Znajduje się w północnej części Masywu. Spływa w kierunku północno-zachodnim spod głównej grani masywu, na odcinku wyznaczonym szczytami (licząc od pn.) Aiguilles du Tour (3540 m n.p.m.), Grande Fourche (3611 m n.p.m.) i Aiguille du Chardonnet (2824 m n.p.m.). Jego długość wynosi ok. 4,5 km, a dolny koniec jęzora sięga wysokości ok. 2250 m n.p.m.
Spod lodowca i z jego najbliższego otoczenia spływa kilka cieków wodnych, które po połączeniu tworzą potok Le Bisme, pierwszy większy (lewostronny) dopływ rzeki Arve w jej źródłowym odcinku.
Na północy, na morenie po prawej stronie lodowca, u stóp Col des Grands (3047 m n.p.m.) znajduje się schronisko Alberta I (fr. Refuge Albert 1er; 2702 m n.p.m.) będące w gestii Fédération française des clubs alpins et de montagne (FFCAM).